# خانه پلشیر
خانهٔ پُلشیر که در اسناد تاریخی به نام آقانوریان (وکیل الدوله) شهرت داشته و با نام خانهٔ زُویلیان به ثبت آثار ملی رسیده‌است، آثاری از سه دورهٔ تاریخی معماری (صفوی، زند و قاجار) را در در خود دارد. مالکیت متنوع خانه، در ادوار گوناگون تاریخی و تأثیرپذیری از فرهنگ‌های مختلف ارمنی، اروپایی و ایرانی، این بنا را با تزئینات متنوع آن به ترکیبی از فرهنگ‌ها مبدل کرده‌ است. نخستین مالک شناخته شدهٔ این خانهٔ تاریخی وکیل‌الدوله (استپانوس آقانوریان) کاردار کنسولگری بریتانیا در اصفهان دورهٔ قاجار است. این خانه پس از مرمت به خانهٔ پلشیر تغییر نام داد و پس از جایزهٔ برگزیدهٔ یونسکو، در فهرست میراث فرهنگی ایران ثبت شد.
در پی مرمت این بنا کاربری آن از مسکونی به دفتر شرکت معماری وشهرسازی تغییر داده شد. اجرای مرمت اساسی و تلفیق یک کاربری و زندگی جدید در کالبدی قدیمی توانست در سال ۲۰۰۲ جایزه شایستگی حفاظت از میراث فرهنگی را از طرف دفتر UNESCO به ارمغان آورد.

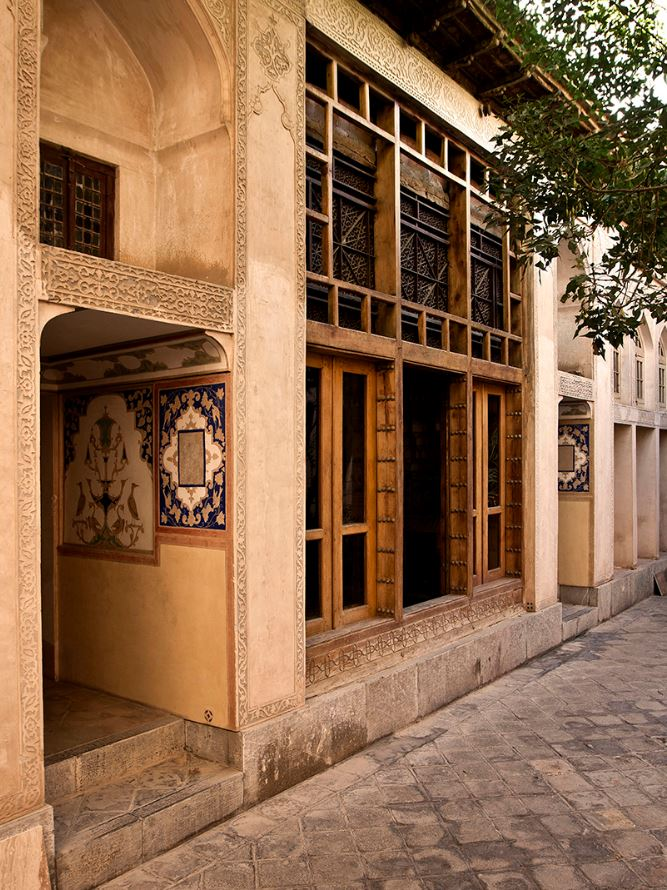
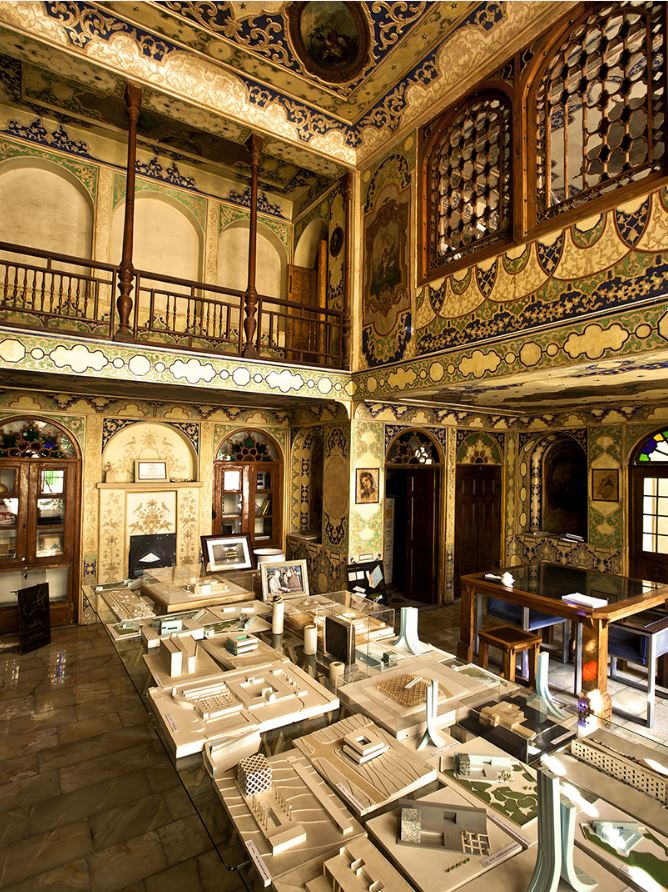